# Grêmio Esportivo Anápolis
Ne doit pas être confondu avec Anápolis Futebol Clube.
Maillots
Le Grêmio Esportivo Anápolis est un club brésilien de football basé à Anápolis dans l'État de Goiás.

## Historique
- 1999 : fondation du club sous le nom de Grêmio Esportivo Inhumense
- 2006 : le club est renommé Grêmio Esportivo Anápolis à la suite de sa relocalisation à Anápolis.
- 2021 : Champion du championnat de Goia